# Diamonds World Tour
Die Diamonds World Tour ist die fünfte Konzert-Tournee von der aus Barbados stammenden R&B-Sängerin Rihanna. Die Tournee lief von März bis November 2013; dabei bewarb Rihanna ihr siebtes Studio-Album Unapologetic (2012).
Die Tournee begann am 8. März 2013 in Buffalo (Vereinigte Staaten) und endete am 15. November 2013 in New Orleans (Vereinigte Staaten). es sollten 38 Konzerte in Nordamerika, 39 in Europa, 10 in Ozeanien, 6 in Asien und 3 in Afrika gespielt werden; davon 6 auf Musikfestivals.

## Hintergrund und Entwicklung
Im März 2012 sagte Rihanna in einem Interview, dass sie noch nicht mit Aufnahmen für ihr nächstes Album begonnen habe, aber schon mit „der Arbeit an neuen Sounds“ begonnen habe. Am 7. September 2012, nach Rihannas Auftritt bei den MTV Video Music Awards 2012, wurde verkündet, dass sie an ihrer vierten weltweiten Tournee mit dem Titel Diamonds World Tour arbeite, um ihr zukünftiges Album zu bewerben. Live Nation veröffentlichte ein Video via YouTube mit der Mitteilung der ersten nordamerikanischen Tourneedaten. Die Karten für die ersten Shows konnte man bereits eine Woche später am 14. September 2012 erwerben. Am 11. Oktober 2012 verkündete Rihanna via Twitter sowohl den Namen, als auch das offizielle Cover, ihres siebten Studio-Albums Unapologetic, das am 19. November 2012 weltweit veröffentlicht wurde. Fünf Tage vor dem Erscheinungstermin, am 14. November 2012, während Rihanna ihre 777 Tour startete, bei der Rihanna innerhalb von sieben Tagen sieben Konzerte in sieben verschiedenen Ländern gab, machte Live Nation die ersten europäischen Daten kund. Es wurden zunächst 21 Konzerte in 13 verschiedenen Ländern bekannt, die in Bilbao (Spanien) am 26. Mai 2013 begannen. Im Laufe der Zeit wurden noch insgesamt 11 Zusatzkonzerte und jeweils ein Konzert in zwei weiteren Ländern bekannt. Außerdem wurden insgesamt sechs Konzerte im Rahmen von verschiedenen Musikfestivals angekündigt. Unter anderem gab Rihanna im Rahmen des Mawazine Festivals ein Konzert in Marokko, Afrika. Die anderen fünf Festival-Auftritte fanden in Europa beim Roskilde-Festival in Dänemark, beim Open'er Festival in Polen, beim Monte-Carlo Sporting Summer Festival in Monaco und beim T in the Park Festival in Schottland statt. Ausschnitte vom Auftritt bei T in the Park wurden von BBC übertragen. Die ersten sechs Konzerte in Australien und Neuseeland wurden am 13. März 2013, während sich Rihanna bereits auf der Tournee in Nordamerika befand, für September und Oktober 2013 bekanntgemacht. Es wurden noch vier Zusatzkonzerte nachgetragen. Am 8. April 2013 wurden zwei Konzerte in Südafrika für Mitte Oktober 2013 angekündigt. Drei Wochen später, am 28. April 2013, wurde ein Konzerttermin für die Philippinen, welcher im September desselben Jahres stattfand, veröffentlicht. Am 2. Mai 2013 wurde ein Konzert für Oktober 2013 in den Vereinigten Arabischen Emiraten angekündigt. Am 21. Mai 2013 wurde ein weiteres Datum für einen Auftritt in Israel bekannt. 

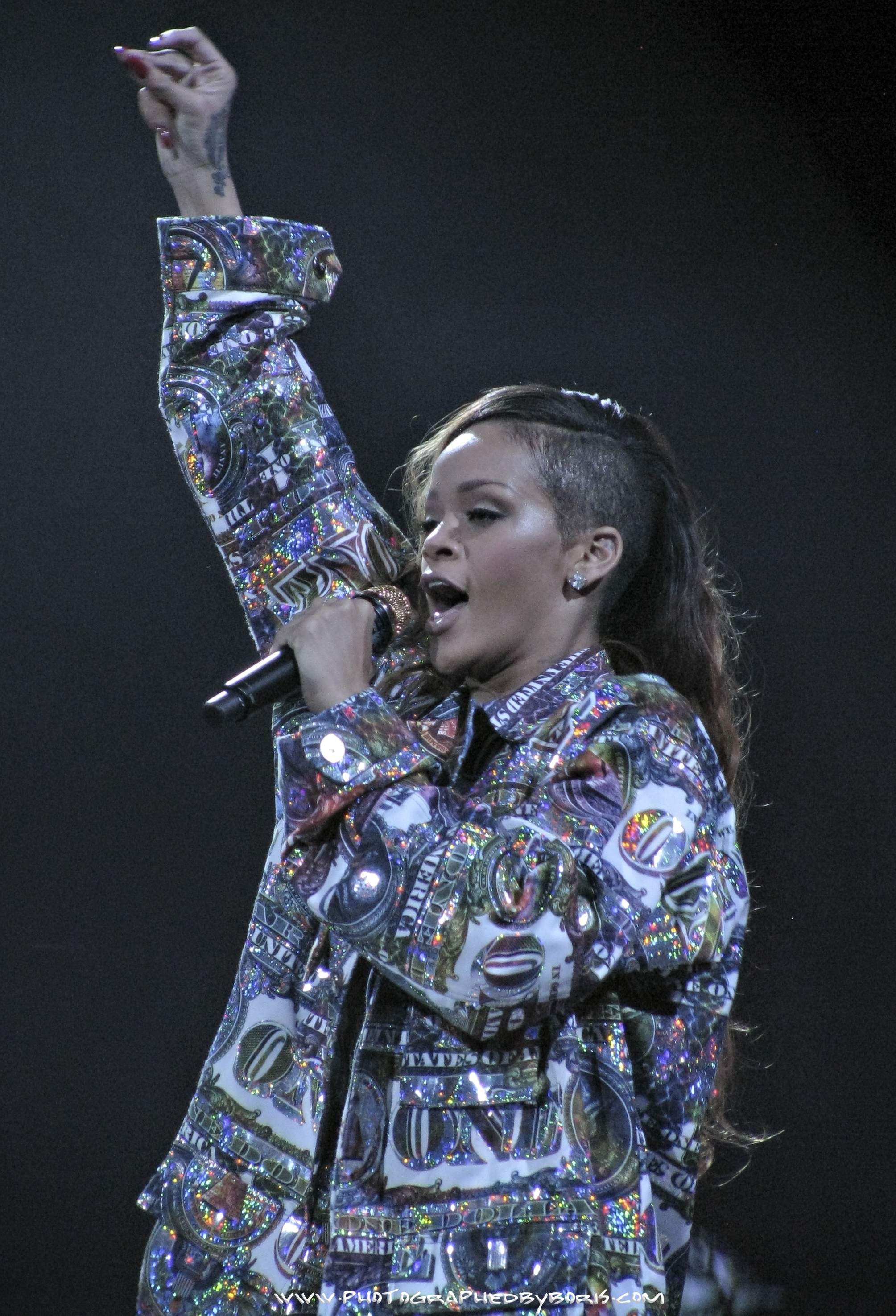
Rihanna singt während ihrer Diamonds World Tour.

Die Tournee startete wie geplant in Buffalo (Vereinigte Staaten) am 8. März 2013. Doch bereits die zwei nächsten Daten in Boston (Vereinigte Staaten) am 10. März 2013 und in Baltimore (Vereinigte Staaten) am 12. März 2013 mussten abgesagt werden, weil Rihanna an einer Kehlkopfentzündung erkrankte. Die Tournee konnte daraufhin aber wie geplant fortgesetzt werden. Außerdem wurden die abgesagten Konzerte in Baltimore auf den 24. April 2013 und in Boston auf den 6. Mai 2013 verschoben. Am 15. und 16. April 2013 mussten erneut zwei Konzerte, diesmal in Houston (Vereinigte Staaten) und Dallas (Vereinigte Staaten), aufgrund von Krankheit abgesagt werden. Rihanna gab über Instagram bekannt, dass sie schon seit dem Konzert in San Diego (Vereinigte Staaten) krank gewesen sei und hoffte, dass die zwei freien Tage zwischen dem Las Vegas (Vereinigte Staaten) und dem Houston Konzert zur Genesung ausreichen würden. Ende April wurden zwei neue Daten im November desselben Jahres festgelegt.

## Kommerzieller Erfolg

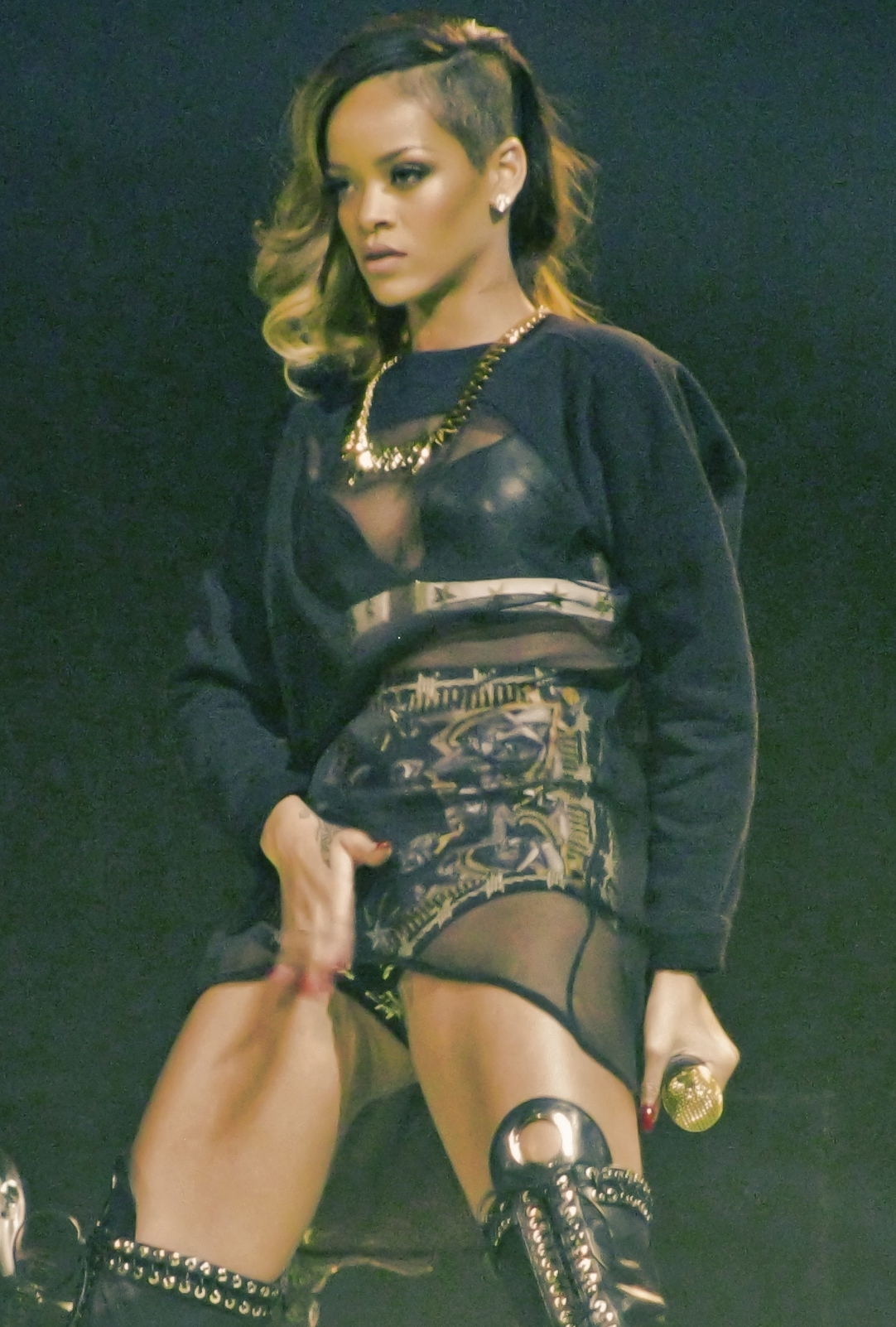
Rihanna singt Phresh Out the Runway in Toronto.

Nachdem der nordamerikanische Teil der Tour bekannt gegeben wurde, wurden aufgrund der hohen Nachfrage zusätzliche Termine in Montreal (Kanada), New York City (Vereinigte Staaten) und Toronto (Kanada) anberaumt. Nachdem die Termine für den britischen Teil der Tour veröffentlicht wurden, stieg die Suche nach Vorverkauf-Tickets bei Viagogo.co.uk um 700 %. Experten hielten es für möglich, dass alle Konzerte in Europa in weniger als sechs Minuten ausverkauft sein könnten. Es wurden aufgrund der großen Nachfrage in Europa zusätzliche Konzerte in Amsterdam (Niederlande), Antwerpen (Belgien), Birmingham (England), Köln (Deutschland), Hannover (Deutschland), Lille (Frankreich), London (England), Manchester (England) und Zürich (Schweiz) angekündigt. In Ozeanien wurden aufgrund hoher Nachfrage Zusatzkonzerte in Auckland (Neuseeland), Melbourne (Australien) und Sydney (Australien) ergänzt.

## Setlist
Die Setlist ist aus Oklahoma City, USA. Sie repräsentiert nicht alle Konzerte der Tournee.
Intro
1. „Mother Mary“

Akt I
1. „Phresh Out the Runway“ (Beinhaltet Elemente aus „Jump“, „Birthday Cake“ und „S&M“)
2. „Birthday Cake (Remix)“
3. „Talk That Talk“
4. „Pour It Up“
5. „Cockiness (Love It)“
6. „Numb“

Akt II
1. „You da One“
2. „Man Down“
3. „No Love Allowed“ (Beinhaltet Elemente aus „World A Music“ von „Ini Kamoze“)
4. „Rude Boy“
5. „What’s My Name?“

Akt III
1. „Jump“
2. „Umbrella“
3. „All of the Lights“ (aus „My Beautiful Dark Twisted Fantasy“ von „Kanye West“)
4. „Rockstar 101“
5. „What Now“

Akt IV
1. „Loveeeeeee Song“
2. „Love the Way You Lie (Part II)“
3. „Take a Bow“
4. „Cold Case Love“
5. „Hate That I Love You“ (Beinhaltet Elemente aus „Get It Over With“)

Akt V
1. „We Found Love“
2. „S&M“
3. „Only Girl (In the World)“
4. „Don’t Stop the Music“
5. „Where Have You Been“

Zugabe
1. „Stay“
2. „Diamonds“

### Besonderheiten
- Im Auftakt-Konzert in Buffalo (Vereinigte Staaten) wurde Akt III vor Akt II gespielt.
- In den ersten drei Konzerten in Buffalo, Philadelphia und Hartford (Vereinigte Staaten) wurde „You da One“ noch nicht gespielt.
- „Mother Mary“, „Cockiness (Love It)“, „No Love Allowed“, „Loveeeeeee Song“ und „Love the Way You Lie (Part II)“ wurden nicht regelmäßig gespielt.
- „Red Lipstick“ wurde vor Beginn von Akt III oder Akt V in auserwählten Konzerten als Interlude gespielt.

## Tourdaten
| Datum                  | Stadt             | Land                         | Veranstaltungsort             | Vorgruppe        | Eintrittskarten Verkauft / Verfügbar | Bruttoumsatz |
| ---------------------- | ----------------- | ---------------------------- | ----------------------------- | ---------------- | ------------------------------------ | ------------ |
| Nordamerika            |                   |                              |                               |                  |                                      |              |
| 08. März 2013          | Buffalo           | Vereinigte Staaten           | First Niagara Center          | ASAP Rocky       | 15.614 / 15.614 (100 %)              | $1.117.147   |
| 14. März 2013          | Philadelphia      | Vereinigte Staaten           | Wells Fargo Center            | ASAP Rocky       | 15.095 / 15.095 (100 %)              | $1.080.298   |
| 15. März 2013          | Hartford          | Vereinigte Staaten           | XL Center                     | ASAP Rocky       | 10.985 / 10.985 (100 %)              | $842.941     |
| 17. März 2013          | Montreal          | Kanada                       | Bell Centre                   | ASAP Rocky       | 16.054 / 16.054 (100 %)              | $1.278.497   |
| 18. März 2013          | Toronto           | Kanada                       | Air Canada Centre             | ASAP Rocky       | 32.038 / 32.038 (100 %)              | $2.498.532   |
| 19. März 2013          | Toronto           | Kanada                       | Air Canada Centre             | ASAP Rocky       | 32.038 / 32.038 (100 %)              | $2.498.532   |
| 21. März 2013          | Detroit           | Vereinigte Staaten           | Joe Louis Arena               | ASAP Rocky       | 15.349 / 15.349 (100 %)              | $937.674     |
| 22. März 2013          | Chicago           | Vereinigte Staaten           | United Center                 | ASAP Rocky       | 15.902 / 15.902 (100 %)              | $1.234.380   |
| 24. März 2013          | Saint Paul        | Vereinigte Staaten           | Xcel Energy Center            | ASAP Rocky       | 10.929 / 10.929 (100 %)              | $780.143     |
| 25. März 2013          | Winnipeg          | Kanada                       | MTS Centre                    | ASAP Rocky       | 10.649 / 10.649 (100 %)              | $880.893     |
| 27. März 2013          | Edmonton          | Kanada                       | Rexall Place                  | ASAP Rocky       | 13.133 / 13.133 (100 %)              | $1.008.532   |
| 30. März 2013          | Calgary           | Kanada                       | Scotiabank Saddledome         | ASAP Rocky       | 13.495 / 13.495 (100 %)              | $1.012.286   |
| 01. April 2013         | Vancouver         | Kanada                       | Rogers Arena                  | ASAP Rocky       | 14.879 / 14.879 (100 %)              | $1.153.688   |
| 03. April 2013         | Seattle           | Vereinigte Staaten           | KeyArena                      | ASAP Rocky       | 10.906 / 10.906 (100 %)              | $782.027     |
| 06. April 2013         | San José          | Vereinigte Staaten           | HP Pavilion                   | ASAP Rocky       | 14.027 / 14.027 (100 %)              | $1.047.778   |
| 08. April 2013         | Los Angeles       | Vereinigte Staaten           | Staples Center                | ASAP Rocky       | 14.882 / 14.882 (100 %)              | $1.297.755   |
| 09. April 2013         | Anaheim           | Vereinigte Staaten           | Honda Center                  | ASAP Rocky       | 11.050 / 11.050 (100 %)              | $950.442     |
| 11. April 2013         | San Diego         | Vereinigte Staaten           | Valley View Casino Center     | ASAP Rocky       | 11.831 / 11.831 (100 %)              | $899.782     |
| 12. April 2013         | Las Vegas         | Vereinigte Staaten           | Mandalay Bay Events Center    | ASAP Rocky       | 8.861 / 8.861 (100 %)                | $1.047.675   |
| 19. April 2013         | Tampa             | Vereinigte Staaten           | Tampa Bay Times Forum         | ASAP Rocky       | 11.705 / 11.705 (100 %)              | $901.024     |
| 20. April 2013         | Fort Lauderdale   | Vereinigte Staaten           | BB&T Center                   | ASAP Rocky       | 13.959 / 13.959 (100 %)              | $1.042.363   |
| 22. April 2013         | Atlanta           | Vereinigte Staaten           | Philips Arena                 | ASAP Rocky       | 13.233 / 13.233 (100 %)              | $924.581     |
| 24. April 2013         | Baltimore         | Vereinigte Staaten           | 1st Mariner Arena             | ASAP Rocky       | 11.002 / 11.002 (100 %)              | $788.340     |
| 26. April 2013         | Atlantic City     | Vereinigte Staaten           | Revel Atlantic City           | ASAP Rocky       | 4.391 / 4.391 (100 %)                | $515.641     |
| 28. April 2013         | Newark            | Vereinigte Staaten           | Prudential Center             | ASAP Rocky       | 13.999 / 13.999 (100 %)              | $1.215.879   |
| 29. April 2013         | Washington, D.C.  | Vereinigte Staaten           | Verizon Center                | ASAP Rocky       | 14.339 / 14.339 (100 %)              | $1.185.020   |
| 01. Mai 2013           | Montreal          | Kanada                       | Bell Centre                   | ASAP Rocky       | 14.028 / 14.028 (100 %)              | $1.190.028   |
| 02. Mai 2013           | Ottawa            | Kanada                       | Scotiabank Place              | ASAP Rocky       | 11.990 / 11.990 (100 %)              | $852.724     |
| 05. Mai 2013 (1)       | New York City     | Vereinigte Staaten           | Barclays Center               | ASAP Rocky       | 29.072 / 29.072 (100 %)              | $2.465.993   |
| 06. Mai 2013           | Boston            | Vereinigte Staaten           | TD Garden                     | ASAP Rocky       | 14.083 / 14.083 (100 %)              | $1.061.548   |
| 07. Mai 2013 (1)       | New York City     | Vereinigte Staaten           | Barclays Center               | ASAP Rocky       | 29.072 / 29.072 (100 %)              | $2.465.993   |
| Afrika                 |                   |                              |                               |                  |                                      |              |
| 24. Mai 2013 (A)       | Rabat             | Marokko                      | OLM Souissi                   | —                | —                                    | —            |
| Europa                 |                   |                              |                               |                  |                                      |              |
| 26. Mai 2013           | Bilbao            | Spanien                      | Bizkaia Arena                 | GTA              | 13.770 / 13.770 (100 %)              | $995.676     |
| 28. Mai 2013           | Lissabon          | Portugal                     | Pavilhão Atlântico            | GTA              | 18.006/18.006 (100 %)                | $1.151.120   |
| 30. Mai 2013           | Istanbul          | Türkei                       | Inönü-Stadion                 | GTA              | 33.483 / 33.483 (100 %)              | $3.547.707   |
| 01. Juni 2013          | Barcelona         | Spanien                      | Palau Sant Jordi              | GTA              | 17.761 / 17.761 (100 %)              | $1.339.319   |
| 02. Juni 2013          | Montpellier       | Frankreich                   | Park&Suites Arena             | GTA              | 12.627 / 12.627 (100 %)              | $915.172     |
| 03. Juni 2013          | Lyon              | Frankreich                   | Halle Tony Garnier            | GTA Haim         | 15.339 / 15.339 (100 %)              | $994.578     |
| 05. Juni 2013          | Antwerpen         | Belgien                      | Sportpaleis                   | GTA Haim         | 39.436 / 39.436 (100 %)              | $2.881.499   |
| 06. Juni 2013          | Antwerpen         | Belgien                      | Sportpaleis                   | GTA Haim         | 39.436 / 39.436 (100 %)              | $2.881.499   |
| 08. Juni 2013          | Paris             | Frankreich                   | Stade de France               | David Guetta GTA | 75.841 / 75.841 (100 %)              | $6.488.029   |
| 10. Juni 2013          | Cardiff           | Wales                        | Millennium Stadium            | David Guetta GTA | 60.307 / 60.307 (100 %)              | $4.647.267   |
| 12. Juni 2013 (2)      | Manchester        | England                      | Manchester Arena              | GTA              | 55.687 / 55.687 (100 %)              | $4.677.878   |
| 13. Juni 2013 (2)      | Manchester        | England                      | Manchester Arena              | GTA              | 55.687 / 55.687 (100 %)              | $4.677.878   |
| 15. Juni 2013          | London            | England                      | Twickenham Stadium            | David Guetta GTA | 95.971 / 95.971 (100 %)              | $8.656.858   |
| 16. Juni 2013          | London            | England                      | Twickenham Stadium            | David Guetta GTA | 95.971 / 95.971 (100 %)              | $8.656.858   |
| 17. Juni 2013 (3)      | Birmingham        | England                      | LG Arena                      | GTA              | 28.160 / 28.160 (100 %)              | $2.446.331   |
| 20. Juni 2013          | Sunderland        | England                      | Stadium of Light              | David Guetta GTA | 54.259 / 54.259 (100 %)              | $4.413.716   |
| 21. Juni 2013          | Dublin            | Irland                       | Aviva Stadium                 | GTA              | 48.482 / 48.482 (100 %)              | $4.956.284   |
| 23. Juni 2013          | Amsterdam         | Niederlande                  | Ziggo Dome                    | GTA              | 33.369 / 33.369 (100 %)              | $2.354.542   |
| 24. Juni 2013          | Amsterdam         | Niederlande                  | Ziggo Dome                    | GTA              | 33.369 / 33.369 (100 %)              | $2.354.542   |
| 26. Juni 2013          | Köln              | Deutschland                  | Lanxess Arena                 | GTA              | 31.507 / 31.507 (100 %)              | $2.560.136   |
| 27. Juni 2013          | Köln              | Deutschland                  | Lanxess Arena                 | GTA              | 31.507 / 31.507 (100 %)              | $2.560.136   |
| 29. Juni 2013          | Zürich            | Schweiz                      | Hallenstadion                 | GTA              | 27.122 / 27.122 (100 %)              | $2.380.749   |
| 30. Juni 2013          | Zürich            | Schweiz                      | Hallenstadion                 | GTA              | 27.122 / 27.122 (100 %)              | $2.380.749   |
| 02. Juli 2013          | Berlin            | Deutschland                  | O2 World Berlin               | GTA              | 13.649 / 13.649 (100 %)              | $1.079.422   |
| 03. Juli 2013          | Hannover          | Deutschland                  | TUI Arena                     | GTA              | 10.888 / 10.888 (100 %)              | $917.312     |
| 05. Juli 2013 (B)      | Roskilde          | Dänemark                     | Orange                        | —                | —                                    | —            |
| 07. Juli 2013 (C)      | Gdingen           | Polen                        | Babie Doły Military Airport   | —                | —                                    | —            |
| 09. Juli 2013          | Wien              | Österreich                   | Wiener Stadthalle             | GTA Haim         | 15.990 / 15.990 (100 %)              | $1.306.615   |
| 10. Juli 2013 (D)      | Monte Carlo       | Monaco                       | Salle des Etoiles             | —                | —                                    | —            |
| 11. Juli 2013 (D)      | Monte Carlo       | Monaco                       | Salle des Etoiles             | —                | —                                    | —            |
| 13. Juli 2013 (E)      | Perth and Kinross | Schottland                   | Balado                        | —                | —                                    | —            |
| 15. Juli 2013 (2)      | Manchester        | England                      | Manchester Arena              | GTA              | 55.687 / 55.687 (100 %)              | $4.677.878   |
| 16. Juli 2013 (2)      | Manchester        | England                      | Manchester Arena              | GTA              | 55.687 / 55.687 (100 %)              | $4.677.878   |
| 18. Juli 2013 (3)      | Birmingham        | England                      | LG Arena                      | GTA              | 28.160 / 28.160 (100 %)              | $2.446.331   |
| 20. Juli 2013          | Villeneuve d’Ascq | Frankreich                   | Grand Stade Lille Métropole   | —                | 27.294 / 27.294 (100 %)              | $2.188.620   |
| 22. Juli 2013          | Stockholm         | Schweden                     | Ericsson Globe                | GTA              | 13.929 / 13.929 (100 %)              | $1.226.039   |
| 25. Juli 2013          | Oslo              | Norwegen                     | Telenor Arena                 | GTA              | 17.832 / 17.832 (100 %)              | $2.250.403   |
| 26. Juli 2013          | Bergen            | Norwegen                     | Koengen                       | GTA              | 20.125 / 20.125 (100 %)              | $2.516.799   |
| 28. Juli 2013          | Helsinki          | Finnland                     | Hartwall Arena                | GTA              | 12.111 / 12.111 (100 %)              | $1.198.861   |
| Asien                  |                   |                              |                               |                  |                                      |              |
| 13. September 2013     | Macau             | China                        | CotaiArena                    | GTA              | 24.872 / 24.872 (100 %)              | $2.909.479   |
| 14. September 2013     | Macau             | China                        | CotaiArena                    | GTA              | 24.872 / 24.872 (100 %)              | $2.909.479   |
| 19. September 2013     | Manila            | Philippinen                  | Mall of Asia Arena            | GTA              | 8.118 / 9.743 (83 %)                 | $810.543     |
| 22. September 2013 (F) | Singapur          | Singapur                     | Marina Bay Street Circuit     | GTA              | —                                    | —            |
| Ozeanien               |                   |                              |                               |                  |                                      |              |
| 24. September 2013     | Perth             | Australien                   | Perth Arena                   | GTA              | 13.222 / 13.222 (100 %)              | $1.535.953   |
| 26. September 2013     | Adelaide          | Australien                   | Adelaide Entertainment Centre | GTA              | 9.281 / 9.281 (100 %)                | $1.037.041   |
| 28. September 2013     | Brisbane          | Australien                   | Brisbane Entertainment Centre | GTA              | 12.116 / 12.116 (100 %)              | $1.341.098   |
| 30. September 2013     | Melbourne         | Australien                   | Rod Laver Arena               | GTA              | 24.017 / 24.017 (100 %)              | $2.749.982   |
| 01. Oktober 2013       | Melbourne         | Australien                   | Rod Laver Arena               | GTA              | 24.017 / 24.017 (100 %)              | $2.749.982   |
| 03. Oktober 2013       | Sydney            | Australien                   | Allphones Arena               | GTA              | 30.361 / 30.361 (100 %)              | $3.449.021   |
| 04. Oktober 2013       | Sydney            | Australien                   | Allphones Arena               | GTA              | 30.361 / 30.361 (100 %)              | $3.449.021   |
| 06. Oktober 2013       | Auckland          | Neuseeland                   | Vector Arena                  | GTA              | 33.565 / 33.565 (100 %)              | $3.377.624   |
| 07. Oktober 2013       | Auckland          | Neuseeland                   | Vector Arena                  | GTA              | 33.565 / 33.565 (100 %)              | $3.377.624   |
| 08. Oktober 2013       | Auckland          | Neuseeland                   | Vector Arena                  | GTA              | 33.565 / 33.565 (100 %)              | $3.377.624   |
| Afrika                 |                   |                              |                               |                  |                                      |              |
| 13. Oktober 2013       | Johannesburg      | Südafrika                    | Soccer City                   | GTA              | 67.291 / 67.291 (100 %)              | $3.0732.307  |
| 16. Oktober 2013       | Kapstadt          | Südafrika                    | Kapstadt-Stadion              | GTA              | 39.616 / 39.616 (100 %)              | $1.872.570   |
| Asien                  |                   |                              |                               |                  |                                      |              |
| 19. Oktober 2013       | Abu Dhabi         | Vereinigte Arabische Emirate | du Arena                      | GTA              | 23.757 / 24.470 (97 %)               | $3.717.513   |
| 22. Oktober 2013       | Tel Aviv          | Israel                       | Jarkon-Afek-Nationalpark      | GTA              | 50,554 / 50,554 (100 %)              | $6.121.631   |
| Nordamerika            |                   |                              |                               |                  |                                      |              |
| 26. Oktober 2013       | Punta Cana        | Dominikanische Republik      | Hard Rock Hotel & Casino      | ASAP Rocky       | 13.974 / 17.326 (81 %)               | $1.695.810   |
| 29. Oktober 2013       | San Juan          | Puerto Rico                  | Estadio Hiram Bithorn         | ASAP Rocky       | 16.074 / 16.074 (100 %)              | $1.569.910   |
| 09. November 2013      | Denver            | Vereinigte Staaten           | Pepsi Center                  | 2 Chainz         | 10.180 / 10.180 (100 %)              | $710.749     |
| 11. November 2013      | Dallas            | Vereinigte Staaten           | American Airlines Center      | 2 Chainz         | 11.182 / 11.182 (100 %)              | $765.281     |
| 12. November 2013      | Oklahoma City     | Vereinigte Staaten           | Chesapeake Energy Arena       | 2 Chainz         | 6.556 / 6.556 (100 %)                | $501.475     |
| 14. November 2013      | Houston           | Vereinigte Staaten           | Toyota Center                 | ASAP Rocky       | 12.610 / 12.610                      | $1.013.001   |
| 15. November 2013      | New Orleans       | Vereinigte Staaten           | New Orleans Arena             | ASAP Rocky       | 10.974 / 10.974                      | $865.010     |
| TOTAL                  | TOTAL             | TOTAL                        | TOTAL                         | TOTAL            | 1.627.935 / 1.633.625 (100 %)        | $140.118.252 |

Anmerkungen
- (1) Die Verkaufsdaten sind kombiniert aus allen Konzerten in New York City vom 5. und 7. Mai 2013.
- (2) Die Verkaufsdaten sind kombiniert aus allen Konzerten in Manchester vom 12. und 13. Juni und 15. und 16. Juli 2013.
- (3) Die Verkaufsdaten sind kombiniert aus allen Konzerten in Birmingham vom 17. Juni und 18. Juli 2013.

Feste und verschiedene andere Shows
- (A) Dieses Konzert ist Teil des „Mawazine Festival“.
- (B) Dieses Konzert ist Teil des „Roskilde-Festival“.
- (C) Dieses Konzert ist Teil des „Heineken Open'er Festival“.
- (D) Dieses Konzert ist Teil des „Monte-Carlo Sporting Summer Festival“.
- (E) Dieses Konzert ist Teil des „T in the Park Festival“.
- (F) Dieses Konzert ist Teil des „Großen Preises von Singapur 2013“

Abgesagte und verlegte Shows
| 10. März 2013     | Boston, Vereinigte Staaten        | TD Garden                | Verlegt auf den 6. Mai 2013 aufgrund einer Kehlkopfentzündung.                          |
| 12. März 2013     | Baltimore, Vereinigte Staaten     | 1st Mariner Arena        | Verlegt auf den 24. April 2013 aufgrund einer Kehlkopfentzündung.                       |
| 15. April 2013    | Houston, Vereinigte Staaten       | Toyota Center            | Verlegt auf den 14. November 2013 aufgrund von Krankheit.                               |
| 16. April 2013    | Dallas, Vereinigte Staaten        | American Airlines Center | Verlegt auf den 11. November 2013 aufgrund von Krankheit.                               |
| 04. Mai 2013      | New York City, Vereinigte Staaten | Barclays Center          | Verlegt auf den 7. Mai 2013 aufgrund der NBA Play-offs.                                 |
| 20. Juli 2013     | Helsinki, Finnland                | Hartwall Arena           | Verlegt auf den 28. Juli 2013.                                                          |
| 01. November 2013 | Bridgetown, Barbados              | Kensington Oval          | Verlegt auf 2014 aufgrund technischer Schwierigkeiten mit dem Transport der Ausrüstung. |